# Blanchardiella decemoculata
Blanchardiella decemoculata är en ringmaskart som först beskrevs av Dequal 1917.  Blanchardiella decemoculata ingår i släktet Blanchardiella och familjen Cylicobdellidae. Inga underarter finns listade i Catalogue of Life.